# おかえりなさい (中島みゆきのアルバム)
『おかえりなさい』は、1979年11月21日に発表された、中島みゆきの6作目のオリジナルアルバムであり、初めてのセルフカバーアルバムである。タイトルの「おかえりなさい」とは他アーティストに提供された楽曲が、中島自身の歌唱によって戻ってくると言う意味で名付けられた。
発売当時のLPには、『あばよ』と『追いかけてヨコハマ』のマイナスワンレコード（7インチシングル盤）が付属していた。カセットテープにはAB面それぞれの面にマイナスワン・ヴァージョンが追加されていた（未CD化）。

## ディスクジャケット
ジャケット写真は、神奈川県横浜市にある氷川丸で撮影された。

## 再発盤
1983年にキャニオン・レコードよりCD化されており、現行盤のCDは2018年にヤマハミュージックコミュニケーションズから再発売されたもの（デジタルリマスタリングされた）。
このアルバムのポニーキャニオン盤は既に廃盤となっているが、2021年現在でも、このアルバムを含んだ通販限定CDボックスは、ポニーキャニオンショッピングクラブにて販売中である。
2011年、Tom Baker at Precision Mastering (Los Angeles) により新たにデジタルリマスタリングされたCDがクリスタルディスクにて発売された（規格品番：YMPCD-10015）。
また、デジタルリマスタリングされたCDは2012年10月25日より8枚組のBOXセット『中島みゆきBOX　私の声が聞こえますか〜臨月』にて通信販売限定にて発売された。

## 収録曲

### LPレコード
| 全作詞・作曲: 中島みゆき。 |                      |            |            |          |      |
| #                          | タイトル             | 作詞       | 作曲・編曲 | 編曲     | 時間 |
| 1.                         | 「あばよ」           | 中島みゆき | 中島みゆき | 後藤次利 | 6:13 |
| 2.                         | 「髪」               | 中島みゆき | 中島みゆき | 福井峻   | 3:43 |
| 3.                         | 「サヨナラを伝えて」 | 中島みゆき | 中島みゆき | 鈴木茂   | 3:27 |
| 4.                         | 「しあわせ芝居」     | 中島みゆき | 中島みゆき | 鈴木茂   | 3:55 |
| 5.                         | 「雨…」              | 中島みゆき | 中島みゆき | 後藤次利 | 5:41 |
| 合計時間:                  | 合計時間:            | 合計時間:  | 22:59      |          |      |

| 全作曲: 中島みゆき。 |                        |            |            |          |      |
| #                    | タイトル               | 作詞       | 作曲・編曲 | 編曲     | 時間 |
| 1.                   | 「この空を飛べたら」   | 中島みゆき | 中島みゆき | 鈴木茂   | 5:14 |
| 2.                   | 「世迷い言」           | 阿久悠     | 中島みゆき | 戸塚修   | 3:33 |
| 3.                   | 「ルージュ」           | 中島みゆき | 中島みゆき | 戸塚修   | 4:33 |
| 4.                   | 「追いかけてヨコハマ」 | 中島みゆき | 中島みゆき | 後藤次利 | 4:03 |
| 5.                   | 「強がりはよせヨ」     | 中島みゆき | 中島みゆき | 福井峻   | 3:38 |
| 合計時間:            | 合計時間:              | 合計時間:  | 合計時間:  | 21:01    |      |

### CD
| 全作曲: 中島みゆき。 |                        |            |            |          |      |
| #                    | タイトル               | 作詞       | 作曲・編曲 | 編曲     | 時間 |
| 1.                   | 「あばよ」             | 中島みゆき | 中島みゆき | 後藤次利 | 6:13 |
| 2.                   | 「髪」                 | 中島みゆき | 中島みゆき | 福井峻   | 3:43 |
| 3.                   | 「サヨナラを伝えて」   | 中島みゆき | 中島みゆき | 鈴木茂   | 3:27 |
| 4.                   | 「しあわせ芝居」       | 中島みゆき | 中島みゆき | 鈴木茂   | 3:55 |
| 5.                   | 「雨…」                | 中島みゆき | 中島みゆき | 後藤次利 | 5:41 |
| 6.                   | 「この空を飛べたら」   | 中島みゆき | 中島みゆき | 鈴木茂   | 5:14 |
| 7.                   | 「世迷い言」           | 阿久悠     | 中島みゆき | 戸塚修   | 3:33 |
| 8.                   | 「ルージュ」           | 中島みゆき | 中島みゆき | 戸塚修   | 4:33 |
| 9.                   | 「追いかけてヨコハマ」 | 中島みゆき | 中島みゆき | 後藤次利 | 4:03 |
| 10.                  | 「強がりはよせヨ」     | 中島みゆき | 中島みゆき | 福井峻   | 3:38 |
| 合計時間:            | 合計時間:              | 合計時間:  | 合計時間:  | 44:00    |      |

## 楽曲解説
1. あばよ
  - 1976年、研ナオコのアルバム『泣き笑い』に提供された楽曲で、その後すぐにシングルカットされた。
2. 髪
  - 1978年、アルゼンチン出身の歌手・グラシェラ・スサーナのシングル「さよならの鐘」のB面に提供された楽曲。
  - 「さよならの鐘」も中島の作詞・作曲で同曲は1985年にリリースされた『御色なおし』にてセルフカバーしている。
3. サヨナラを伝えて
  - 1977年、研ナオコのアルバム『かもめのように』に提供された楽曲で、後にシングル「窓ガラス」のB面としてシングルカットされた。
  - 研版のタイトルは『さよならを伝えて』と、平仮名になっている。
4. しあわせ芝居
  - 1977年、桜田淳子に提供された楽曲。
  - この曲の歌詞で、中島は1978年の第20回日本レコード大賞の西条八十賞（のちの作詩賞）を受賞している。
5. 雨…
  - 1978年、小柳ルミ子に提供された楽曲。
6. この空を飛べたら
  - 1978年、加藤登紀子に提供された楽曲。このアルバムの他に『いまのきもち』にも同じ曲が収録されているが、アレンジが異なっている。
  - またこの曲の歌詞でも、中島は1978年の第20回日本レコード大賞の西条八十賞を受賞している。
7. 世迷い言
  - 1978年、日吉ミミに提供された楽曲で、中島としては珍しく作曲のみの提供である。日吉ミミ版はTBSドラマ『ムー一族』内で毎回歌われた。
  - 本作の出版者は日音とヤマハ音楽振興会であるため、著作権表記は“©1978 by NICHION, INC. / YAMAHA MUSIC FOUNDATION. All Right Reserved. International Copyright Secured”である[注 1][3]。
8. ルージュ
  - 1977年、ちあきなおみに提供された楽曲。
  - 後に中国香港の歌手フェイ・ウォンがカバーし、アジアで大ヒットとなった。
  - ちなみにB面の「帰っておいで」も中島の作詞・作曲。
9. 追いかけてヨコハマ
  - 1978年、桜田淳子に提供された楽曲。
10. 強がりはよせヨ
  - 1976年、研ナオコのアルバム『泣き笑い』に提供された楽曲。その後すぐに「あばよ」のB面としてシングルカットされた。
  - ちなみに研版のタイトルは最後の「よ」が平仮名になっている。

## 演奏者
- Vocal,A.Guitar：中島みゆき

- E.Guitar：鈴木茂, 水谷公生
- A.Guitar：笛吹利明, 末原康史, 常富喜雄, 安田裕美, 吉川忠英
- Steel Guitar：野口宗光
- E.Bass：小原礼, 後藤次利 Band, 高橋茂宏, 武部茂明
- Drums	岡山和美, 島村英二, 渡嘉敷祐一, 林立夫
- Percussion：斉藤ノブ, 佐藤康和, ラリー寿永
- Keyboards：佐藤準, 渋井博, 田代真紀子, 山田秀俊
- Sax：Jake H.Conception
- Trumpet：数原晋
- Trombone：新井英治, 岡田澄雄, 平内保夫
- Clarinet：鈴木正男
- Strings：First Music
- Marimba：金山功
- Midget Accordion：風間文彦
- Dulcimer：生明慶二
- Chorus：戸塚修, 鳴海寛